# Sumantri
Le Sumantri est un sommet de l'île de Nouvelle-Guinée, en Indonésie. Il se situe à 2 km au nord du Puncak Jaya et à 500 m au nord-ouest du Nga Pulu. Depuis la fonte du glacier Meren qui a abaissé la calotte glaciaire du Nga Pulu et les cols glaciaires qui le sépare du Puncak Jaya, il est considéré comme le second plus haut sommet d'Océanie.
En 1936, l'expédition néerlandaise Carstensz (en) gravit le dôme neigeux du Nga Pulu à l'extrémité est de la muraille nord du massif du Carstensz. En 1962, l'expédition de Heinrich Harrer, après avoir réalisé la première ascension de la Pyramide Carstensz, parcouru tous les sommets de la muraille nord depuis le col New Zealand, dont ce qu'ils pensaient être le Nga Pulu, et un sommet plus à l'est qu'ils baptisèrent pic Sunday.
En 1972, Dick Isherwood, Leo Murrayet Jack Baines travesent d'est en ouest la muraille nord jusqu'au col New Zealand, et reprenant la nomenclature de Harrer, appelle le sommet le plus à l'est pic Holiday et le suivant Nga Pulu.
L'expédition australienne de 1971-1973, identifie le Nga Pulu gravi par les Néerlandais en 1936, comme le sommet le plus à l'est, et le mesure à 4 862 m : « The position of Ngga Pulu seems to have been mis-interpreted by Harrer and Temple, though ther is no doubt that they climbed to its summit during their traverse of the North Wall. However the whereabouts of their "Sunday Peak" remains uncertain. » Ils indiquent un sommet, 500 m à l'ouest du Nga Pulu, qu'ils ne nomment pas, et dont l'altitude a pu être estimée à 4 855 m. Le gouvernement indonésien renomme ce sommet du nom du professeur Sumantri Brodjonegoro (id), ministre de l'énergie de des ressources minières, décédé en fonction en 1973[réf. souhaitée].

Carte animée montrant le recul de la calotte glaciaire du Puncak Jaya au cours de la période 1850-2003

En 2012, Chris Magyar sur le site peakbagger.com, affirme que, du fait de la fonte du glacier Meren, la calotte neigeuse du Nga Pulu est désormais plus basse de quelques mètres que le sommet devenu rocheux du Sumantri, estimé à 4 870 m d'altitude. Par ailleurs, du fait de l'abaissement du col entre ce dernier et le Puncak Jaya, sa hauteur de culminance est devenue suffisante pour qu'il puisse être considéré, non comme un sommet secondaire, mais comme un sommet à part entière et donc comme le second sommet d'Océanie. Ces informations sont reprises par Eberhard Jurgalski du site 8000ers.com, qui précise que le Sumantri serait désormais plus élevé de 25 à 30 mètres que le Nga Pulu. Le 15 janvier 2013, Christian Stangl, engagé dans l'ascension des sept seconds sommets gravit, avec un GPS, le Sumantri, le Nga Pulu (il avait déjà gravi ce dernier en 2007) et les cols environnants et confirme les affirmations de peakbagger.com.